# Dysaphis newskyi
Dysaphis newskyi är en insektsart som först beskrevs av Carl Julius Bernhard Börner 1940.  Dysaphis newskyi ingår i släktet Dysaphis och familjen långrörsbladlöss. Arten är reproducerande i Sverige.

## Underarter
Arten delas in i följande underarter:
- D. n. newskyi
- D. n. aizenbergi
- D. n. ossiannilssoni
- D. n. mamontovae